# Heterophyllium subpiligerum
Heterophyllium subpiligerum là một loài rêu trong họ Sematophyllaceae. Loài này được Thér. mô tả khoa học đầu tiên năm 1941.